# 飛呂子女王
飛呂子女王（ひろこじょおう、明治4年5月2日（1871年6月9日） - 1889年（明治22年）11月22日）は、明治時代前期の皇族。久邇宮朝彦親王の第四王女で母は家女房の泉萬喜子。明仁上皇の外祖父にあたる久邇宮邦彦王の同母姉。

## 生涯
6歳で比丘尼御所の長福寺（京都市）に入室し修行の日々を送った。
病により、1889年（明治22年）11月22日、満18歳（数え年19歳）で薨去。
葬儀は同年11月28日に執り行われた。墓所は光雲寺 (京都市)の久邇宮墓地。